# Borkhausenites
Borkhausenites is een geslacht van vlinders van de familie sikkelmotten (Oecophoridae).

## Soorten
- B. angustipennella Rebel, 1935
- B. bachofeni Rebel, 1935
- B. crassella Rebel, 1935
- B. implicatella Rebel, 1935
- B. incertella Rebel, 1935
- B. incolumnella Rebel, 1934
- B. ingentella Rebel, 1935
- B. vulneratella Rebel, 1935